# Škoda Praktik
Škoda Praktik  — компактний фургон, який представляє чеський автовиробник Škoda з 2007 року.

## Опис

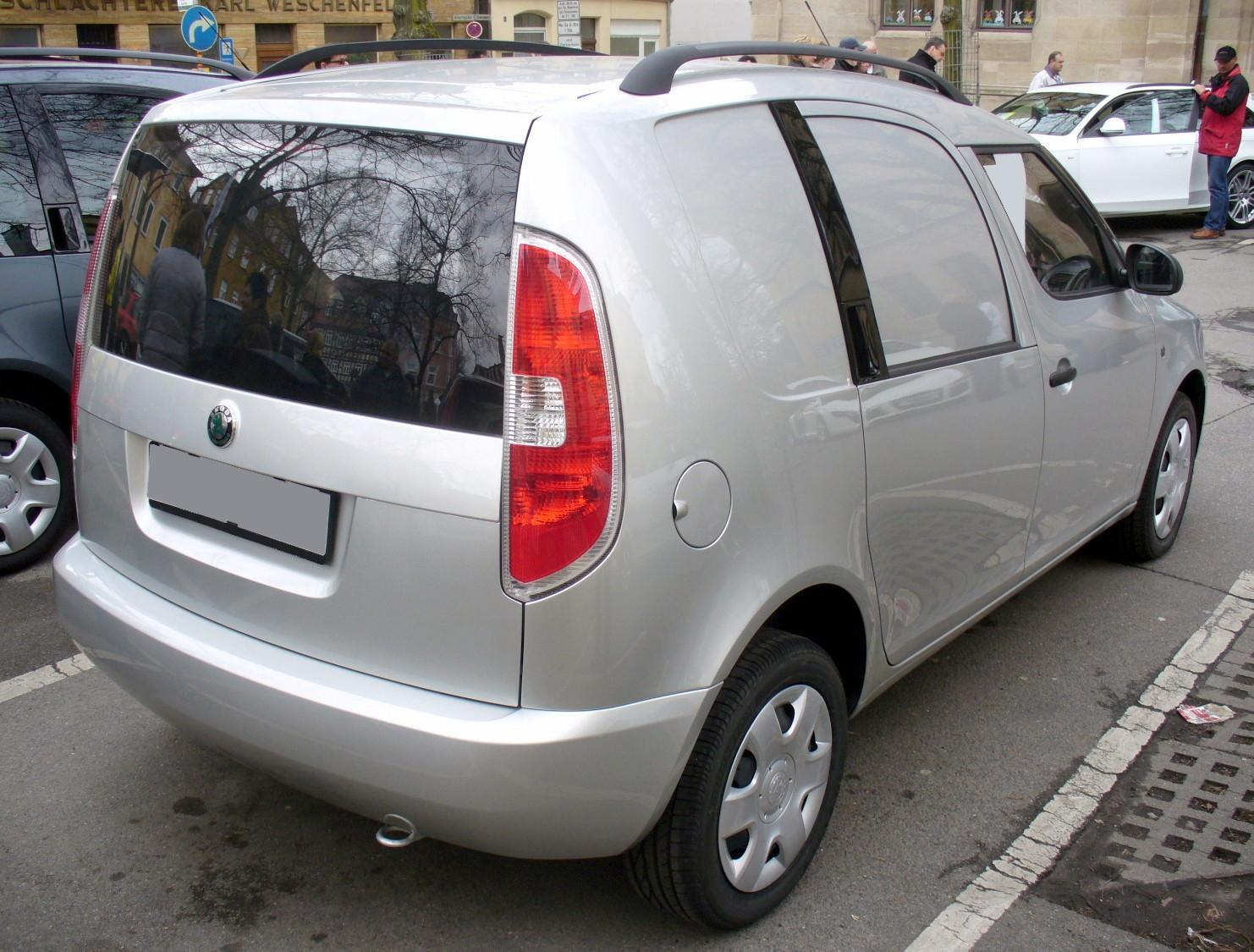
Škoda Praktik

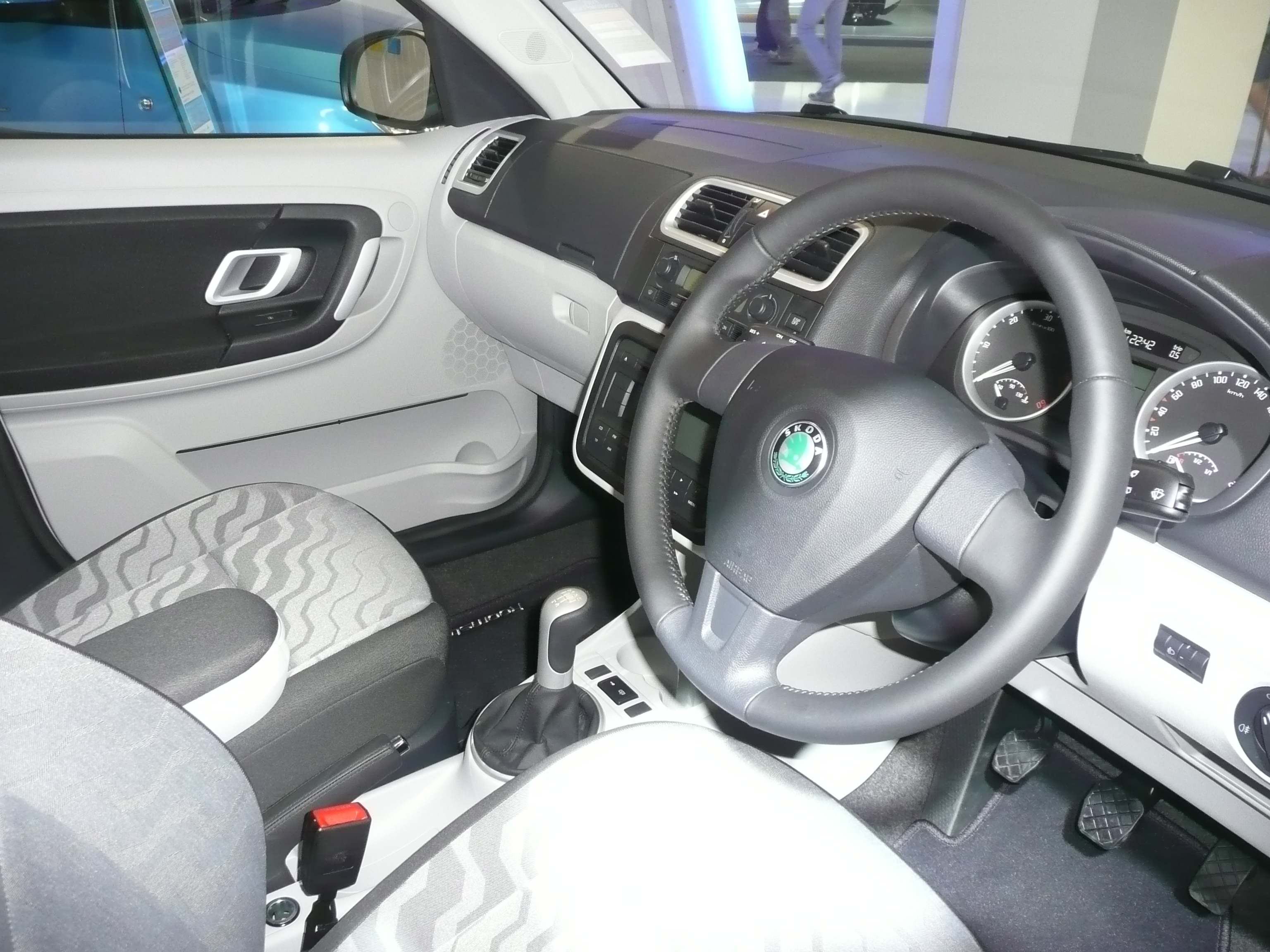

Філія відомої чеської фірми, розташований в м. Квасині, навесні 2007 року почала випуск фургона, розробленого на базі універсала підвищеної місткості Škoda Roomster. Новинка отримала позначення Škoda Praktik і розрахована на перевезення 500 кг вантажу. Як силові агрегати пропонують два бензинових двигуни робочим об'ємом 1,2 і 1,4 л і один 1,4-літровий дизель, спарені з 5-ступінчастими коробками передач. Згодом має з'явитися модифікація із збільшеною до 640 кг корисним навантаженням. Об'єм вантажного відсіку автомобіля становить 1783 л, при цьому він відгороджений від крісел водія і пасажира зсувною панеллю. Творці автомобіля ретельно попрацювали над підлогою вантажного відділення, запропонувавши трисекційну конструкцію, доповнену спеціальним обмежувачем, що запобігає ковзанню вантажу. Вікна бічних задніх дверей закриті металевими панелями, а на прозоре вікно задніх дверей можна поставити захисні ґрати.
Ходова частина автомобіля ідентична легковому автомобілю Škoda Fabia. Передня підвіска виконана по кінематичній схемі «Макферсон», задня включає поперечну балку, що працює на кручення. Як пружні елементи використовуються пружини. Гальмівна система з передніми дисковими і задніми барабанними гальмівними механізмами доповнена системою ABS. У базову комплектацію входять дві подушки безпеки.
До базової комплектації автомобіля входять: антиблокувальна гальмівна система, подушки безпеки, гідропідсилювач керма, клімат-контроль та триточкові ремені безпеки.   
Традиційно, укомплектувати фургон Skoda Praktik можна двома бензиновими та одним дизельним двигунами. 1.2-літровий трициліндровий бензиновий двигун пропонує 70 кінських сил потужності. Фургон він розганяє за 15.9 секунд. Витрата палива перебуває на рівні 6.2 л/100км. 1.4-літровому чотирициліндровому бензиновому двигуну на 86 конячок знадобиться 13.0 секунд для розгону до сотні. Витрачає він 6.8 л/100км. Дизельний 1.4-літровий трициліндровий двигун демонструє 70 кінських сил потужності. Розгін з цим силовим агрегатом відбувається за 16.5 секунд. Витрачає він традиційно найменше – 5.3 л/100км. Крім того, дизельний двигун краще підходить для комерційних цілей. Окремо представлений 1.6-літровий чотирициліндровий дизельний двигун на 90 кінських сил. Відмітки у 100 км/год фургон з цим двигуном досягає за 13.3 секунди. Витрата палива перебуває на рівні 4.7 л/100км у змішаному циклі. Пару двигунам складає п’ятиступінчаста механічна коробка передач. 

## Двигуни
Бензинові
- 1.2 л I3 HTP
- 1.2 л I4 TSI
- 1.4 л I4 16V
- 1.6 л I4 16V

Дизельні
- 1.2 л I3 TDI CR
- 1.4 л I3 TDI PD
- 1.6 л I4 TDI CR
- 2.0 л I4 TDI PD

## Використання назви
Раніше Škoda випускала специфікації Praktik на інших платформах, таких моделях як: Škoda Favorit / Forman та Škoda Fabia, також, народна назва "Praktik" використовувалась до Škoda Felicia N1, модифікації від компанії Metalex. 

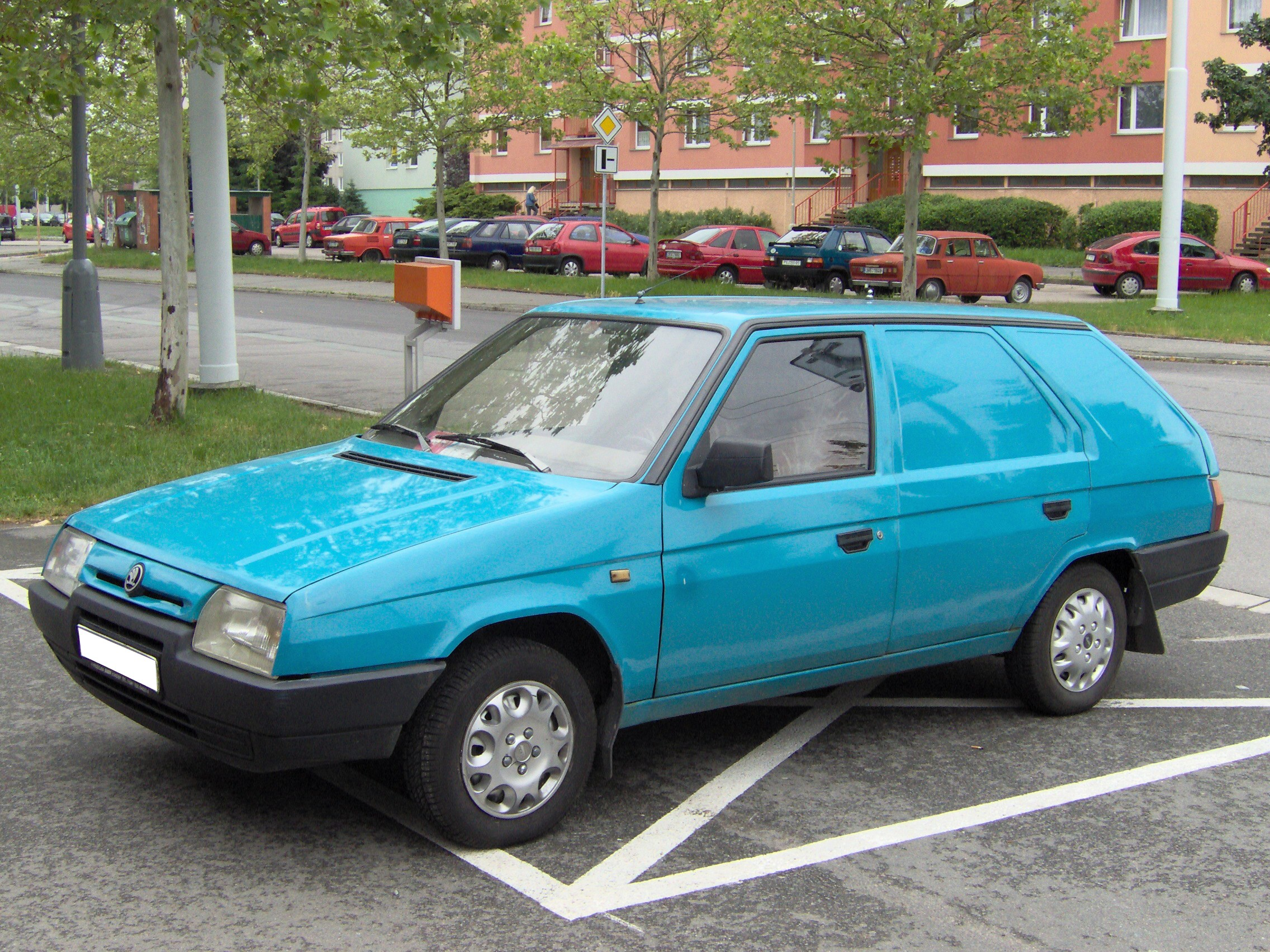
Škoda Forman Praktik
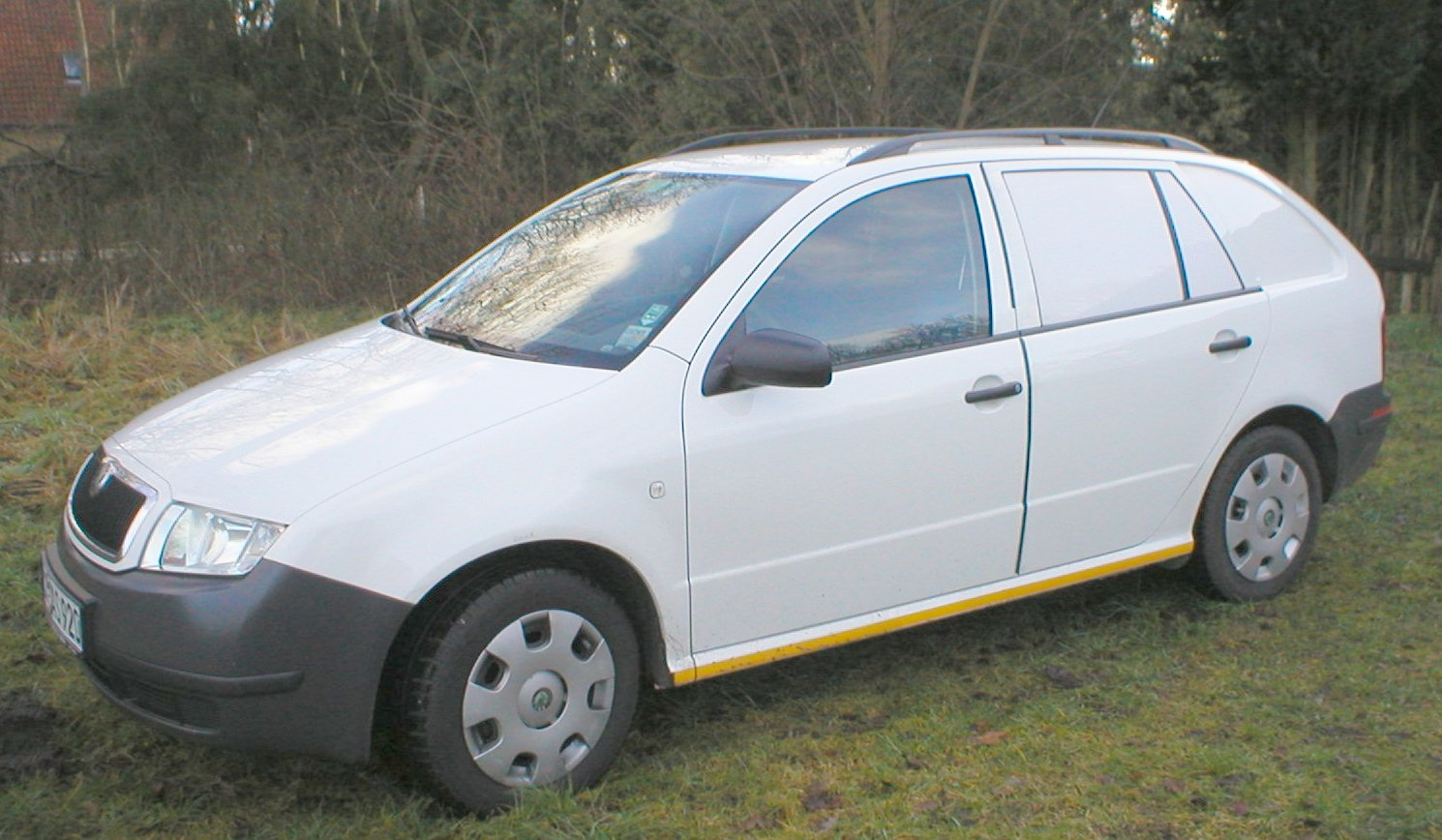
Škoda Fabia Praktik